# Élections aux Cortes d'Aragon de 1999
Les élections aux Cortes d'Aragon de 1999 (en espagnol : Elecciones a las Cortes de Aragón de 1999) se tiennent le dimanche 13 juin 1999, afin d'élire les 67 députés de la Ve législature des Cortes d'Aragon pour un mandat de quatre ans.

## Mode de scrutin
Les Cortes d'Aragon (Cortes de Aragón) est une assemblée parlementaire monocamérale constituée de 67 députés (diputados) élu pour une législature de quatre ans au suffrage universel direct selon les règles du scrutin proportionnel d'Hondt par l'ensemble des personnes résidant dans la communauté autonome où résidant momentanément à l'extérieur de celle-ci, si elles en font la demande.

### Convocation du scrutin
Conformément à l'article 18 du statut d'autonomie de l'Aragon, les Cortes sont élues pour un mandat de quatre ans. L'article 11 de la loi électorale aragonaise du 18 février 1987 précise que les élections sont convoquées au moyen d'un décret du président de la Députation générale d'Aragon « dans les délais prévus par la loi organique relative au régime électoral général » afin que le scrutin se tienne le quatrième dimanche du mois de mai, tous les quatre ans. La cinquième disposition additionnelle de cette loi organique, intégrée en 1998, ajoute cependant que si les élections européennes sont appelées à se tenir la même année et moins de quatre mois avant ou après les élections aux parlements des communautés autonomes qui ont été renouvelés le 26 mai 1995, la dissolution de ces derniers sera prononcée 54 jours avant la date des élections au Parlement européen, ce qui prolonge de jure la durée de la législature.

### Nombre de députés par circonscription
Puisque l'article 19 du statut d'autonomie prévoit que « les Cortes seront composées par un nombre de députés compris entre 60 et 75 », l'article 13 de la loi électorale dispose que le nombre de parlementaires est fixé à 67 et attribue à chaque circonscription 13 sièges, les 28 mandats restant étant distribués en fonction de la population provinciale, l'article 12 énonce effectivement que « chaque province constitue une circonscription électorale. »
Le décret de convocation des élections, publié le 20 avril 1999, dispose que la circonscription de Huesca se voit attribuer 18 députés, la circonscription de Teruel 15 députés et la circonscription de Saragosse 34 députés.

### Présentation des candidatures
Peuvent présenter des candidatures, : 
- les partis et fédérations de partis inscrits auprès des autorités ;
- les coalitions de partis et/ou fédérations inscrites auprès de la commission électorale au plus tard dix jours après la convocation du scrutin ;
- les groupes d'électeurs bénéficiant du parrainage d'au moins 1 % des électeurs de la circonscription.

### Répartition des sièges
Seules les listes ayant recueilli au moins 3 % des suffrages exprimés dans une circonscription peuvent participer à la répartition des sièges à pourvoir dans cette circonscription, qui s'organise en suivant différentes étapes : 
- les listes sont classées en une colonne par ordre décroissant du nombre de suffrages obtenus ;
- les suffrages de chaque liste sont divisés par 1, 2, 3... jusqu'au nombre de députés à élire afin de former un tableau ;
- les mandats sont attribués selon l'ordre décroissant des quotients ainsi obtenus[10].

## Campagne

### Principales forces politiques
| Force politique | Force politique                                                     | Force politique | Chef de file                                            | Idéologie                                                                     | Résultats en 1995          |
| --------------- | ------------------------------------------------------------------- | --------------- | ------------------------------------------------------- | ----------------------------------------------------------------------------- | -------------------------- |
|                 | Parti populaire Partido Popular                                     | PP              | Santiago Lanzuela (Président de la Députation générale) | Centre droit à droite Libéral-conservatisme, démocratie chrétienne, unionisme | 38,2 % des voix 27 députés |
|                 | Parti socialiste ouvrier espagnol Partido Socialista Obrero Español | PSOE            | Marcelino Iglesias                                      | Centre gauche Social-démocratie, progressisme, régionalisme                   | 26,0 % des voix 19 députés |
|                 | Parti aragonais Partido Aragonés                                    | PAR             | José María Mur (es)                                     | Centre à centre droit Nationalisme aragonais, conservatisme                   | 20,8 % des voix 14 députés |
|                 | Gauche unie Izquierda Unida                                         | IU              | Jesús Lacasa                                            | Gauche radicale Écosocialisme, communisme, républicanisme                     | 9,3 % des voix 5 députés   |
|                 | Chunta Aragonesista Junte aragonaisiste                             | CHA             | Chesús Bernal (es)                                      | Gauche Socialisme démocratique, nationalisme aragonais                        | 4,9 % des voix 2 députés   |

## Résultat

### Total régional
| Représentation en hémicycle sur un axe gauche-droite du résultat. |                                          |         |       |      |        |               |
| Partis                                                            | Partis                                   | Voix    | %     | +/-  | Sièges | +/-           |
|                                                                   | Parti populaire (PP)                     | 248 781 | 39,08 | 0,92 | 28     | 1             |
|                                                                   | Parti socialiste ouvrier espagnol (PSOE) | 199 620 | 31,35 | 5,32 | 23     | 4             |
|                                                                   | Parti aragonais (PAR)                    | 86 246  | 13,55 | 7,25 | 10     | 4             |
|                                                                   | Chunta Aragonesista (CHA)                | 72 129  | 11,33 | 6,39 | 5      | 3             |
|                                                                   | Gauche unie (IU)                         | 24 805  | 3,90  | 5,44 | 1      | 4             |
|                                                                   | Autres                                   | 5 078   | 0,79  | –    | 0      | en stagnation |
|                                                                   |                                          |         |       |      |        |               |
| Votes valides                                                     | Votes valides                            | 636 659 | 97,21 |      |        |               |
| Votes blancs                                                      | Votes blancs                             | 13 617  | 2,08  |      |        |               |
| Votes nuls                                                        | Votes nuls                               | 4 668   | 0,71  |      |        |               |
| Total                                                             | Total                                    | 654 944 | 100   | –    | 67     | en stagnation |
| Abstentions                                                       | Abstentions                              | 344 884 | 34,49 |      |        |               |
| Inscrits / Participation                                          | Inscrits / Participation                 | 999 828 | 65,51 |      |        |               |

### Par circonscription
|             |             |         |         |               |               |         |         |        |               |         |         |        |        |  |  |  |  |  |  |
| Sièges      | Sièges      | 18      | 18      | en stagnation | en stagnation | 15      | 15      | 1      | 1             | 34      | 34      | 1      | 1      |  |  |  |  |  |  |
|             |             |         |         |               |               |         |         |        |               |         |         |        |        |  |  |  |  |  |  |
|             |             | Nombre  | Nombre  | %             | %             | Nombre  | Nombre  | %      | %             | Nombre  | Nombre  | %      | %      |  |  |  |  |  |  |
| Inscrits    | Inscrits    | 174 813 | 174 813 | 100,00        | 100,00        | 115 327 | 115 327 | 100,00 | 100,00        | 709 688 | 709 688 | 100,00 | 100,00 |  |  |  |  |  |  |
| Abstentions | Abstentions | 55 181  | 55 181  | 31,57         | 31,57         | 31 977  | 31 977  | 27,73  | 27,73         | 257 726 | 257 726 | 36,32  | 36,32  |  |  |  |  |  |  |
| Votants     | Votants     | 119 632 | 119 632 | 68,43         | 68,43         | 83 350  | 83 350  | 72,27  | 72,27         | 451 962 | 451 962 | 63,68  | 63,68  |  |  |  |  |  |  |
| Nuls        | Nuls        | 1 027   | 1 027   | 0,86          | 0,86          | 793     | 793     | 0,95   | 0,95          | 2 848   | 2 848   | 0,63   | 0,63   |  |  |  |  |  |  |
| Blancs      | Blancs      | 2 816   | 2 816   | 2,35          | 2,35          | 1 571   | 1 571   | 1,88   | 1,88          | 9 230   | 9 230   | 2,04   | 2,04   |  |  |  |  |  |  |
| Exprimés    | Exprimés    | 115 789 | 115 789 | 96,79         | 96,79         | 80 986  | 80 986  | 97,17  | 97,17         | 439 884 | 439 884 | 97,33  | 97,33  |  |  |  |  |  |  |
|             |             |         |         |               |               |         |         |        |               |         |         |        |        |  |  |  |  |  |  |
| Partis      | Partis      | Voix    | %       | Sièges        | +/-           | Voix    | %       | Sièges | +/-           | Voix    | %       | Sièges | +/-    |  |  |  |  |  |  |
|             | PP          | 40 222  | 34,74   | 7             | en stagnation | 33 206  | 41,00   | 7      | en stagnation | 175 353 | 39,86   | 14     | 1      |  |  |  |  |  |  |
|             | PSOE        | 40 349  | 34,85   | 7             | 1             | 25 968  | 32,06   | 5      | en stagnation | 133 303 | 30,30   | 11     | 3      |  |  |  |  |  |  |
|             | PAR         | 19 131  | 16,52   | 3             | 1             | 14 752  | 18,22   | 3      | en stagnation | 52 363  | 11,90   | 4      | 3      |  |  |  |  |  |  |
|             | CHA         | 10 723  | 9,26    | 1             | 1             | 3 582   | 4,42    | 0      | en stagnation | 57 824  | 13,15   | 4      | 2      |  |  |  |  |  |  |
|             | IU          | 3 998   | 3,45    | 0             | 1             | 3 352   | 4,14    | 0      | 1             | 17 455  | 3,97    | 1      | 2      |  |  |  |  |  |  |
|             | Autres      | 1 366   | 1,17    |               |               | 126     | 0,16    |        |               | 3 586   | 0,82    |        |        |  |  |  |  |  |  |